# Marián Bíreš
Marián Bíreš (* 27. Juli 1964 in Banská Bystrica) ist ein ehemaliger tschechoslowakischer Skirennläufer. Nach der Auflösung der Tschechoslowakei startete Bíreš für die Slowakei.

## Karriere
Bíreš gab sein internationales Renndebüt 1982 bei den ersten Juniorenweltmeisterschaften in Auron, wobei er mit dem 11. Platz im Slalom sein bestes Ergebnis erreichte. Am 17. Januar 1988 gewann er bei der Alpinen Kombination in Bad Kleinkirchheim mit Rang 10 seine ersten Weltcuppunkte.
1989 nahm er an seinen ersten Weltmeisterschaften teil. In Vail, Colorado erreichte er mit Rang 8 eine Platzierung in der absoluten Weltspitze. Nur einen Monat später feierte Bíreš bei der Winter-Universiade in Sofia den größten Erfolg seiner Karriere. Er gewann die Goldmedaille in der Abfahrt.
An diese Erfolge konnte Bíreš jedoch nur bedingt anknüpfen. So gelangen ihm im Weltcup nur noch zwei weitere Platzierungen in den Punkterängen.
1992 nahm er zum ersten und einzigen Mal an Olympischen Winterspielen teil, doch verliefen die Wettkämpfe für ihn enttäuschend. Seine beste Platzierung erreichte er mit einem 34. Rang jeweils in Abfahrt bzw. Riesenslalom.
Nach den Spielen finden sich für mehr als fünf Jahre keine internationalen Rennergebnisse für Marián Bíreš. 1997 startete er ein letztes Mal, nun unter slowakischer Flagge, bei einem Rennen in Südkorea. Danach ist er nicht mehr als Rennläufer in Erscheinung getreten.

## Privates
Sein Bruder Adrián Bíreš war ebenfalls als Skirennläufer aktiv.

## Erfolge

### Olympische Winterspiele
- Albertville 1992: 34. Abfahrt, 34. Riesenslalom, 37. Super-G, DNF Slalom, DNF Alpine Kombination

### Weltmeisterschaften
- Vail 1989: 8. Alpine Kombination, 37. Abfahrt[2], 50. Super-G[3], DNF Riesenslalom[4], DNF Slalom[5]
- Saalbach-Hinterglemm 1991: 19. Alpine Kombination[6], 34. Abfahrt[7], 36. Riesenslalom[8]

### Juniorenweltmeisterschaften
- Auron 1982: 11. Slalom, 43. Abfahrt

### Universiade
- Sofia 1989: 1. Abfahrt